# Carlo's Bake Shop

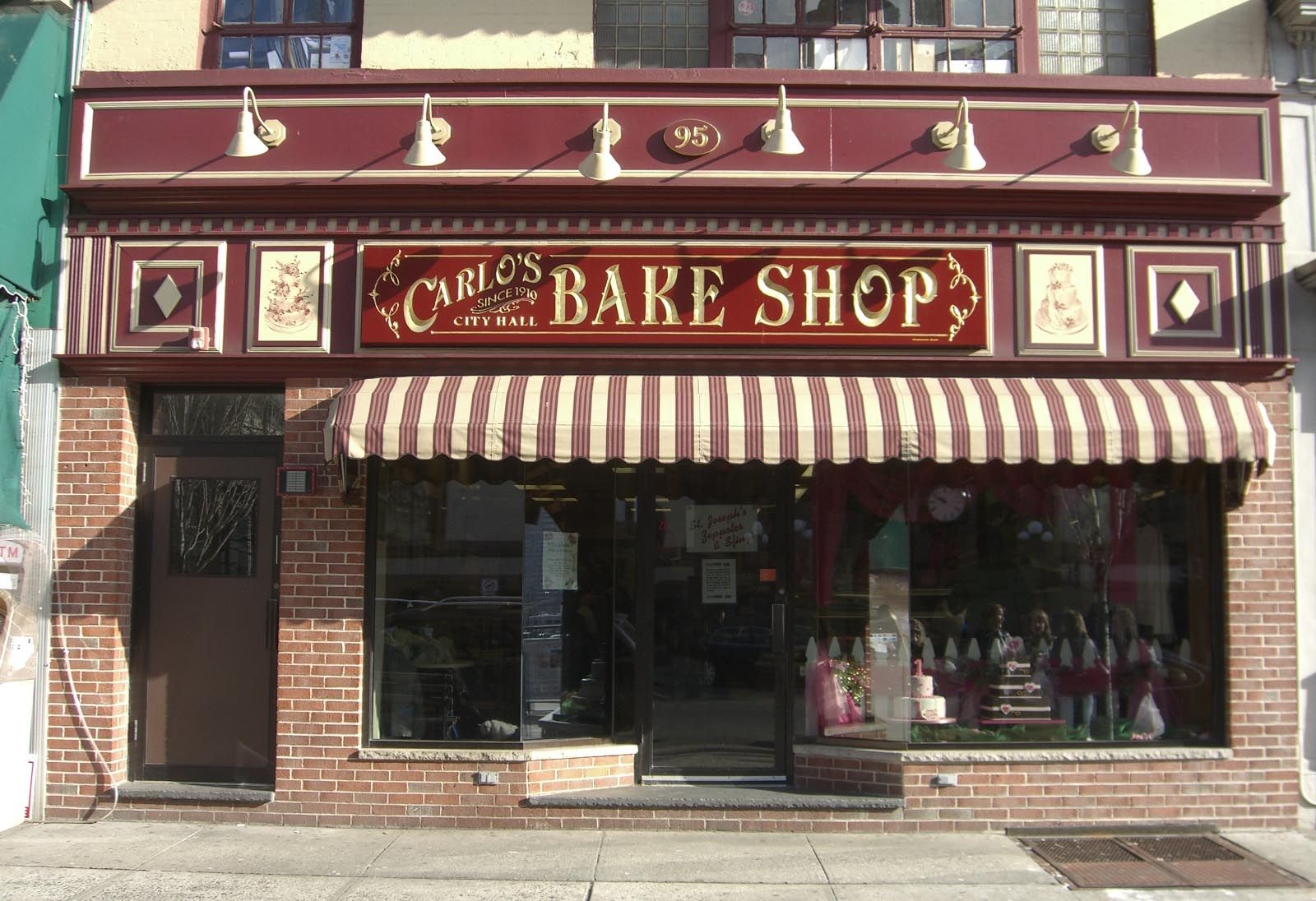
Carlo's Bake Shop

Carlo's Bake Shop, conosciuto comunemente come Carlo's Bakery o Carlo's City Hall Bake Shop (nota in italiano come pasticceria Da Carlo), è una catena di pasticcerie con sede a Hoboken, New Jersey, il cui proprietario è Buddy Valastro.
La pasticceria ha suscitato attenzione nel pubblico nel corso degli anni grazie alla trasmissione televisiva Il boss delle torte in onda sulla rete televisiva TLC e trasmesso in Italia su Real Time.

## Storia
Nel 1910, Carlo's Bakery venne fondata dal pasticcere Italiano Carlo Guastaferro, e nel 1964, venne acquistata da Bartolo "Buddy" Valastro, Sr., il padre di Buddy Valastro, l'attuale gestore della pasticceria. La gestisce con l'aiuto delle sue quattro sorelle maggiori, tre cognati e svariati altri componenti della famiglia e amici. Sal Picinich fu un impiegato rilevante, che cominciò a lavorare alla pasticceria poco dopo che quest'ultima venne comprata dalla famiglia Valastro, e continuò fino alla sua morte il 30 gennaio 2011.
La panetteria conobbe la fama con  Cake Boss, un reality che andò in onda su TLC nell'Aprile nel 2009, descrivendo lo staff dello shop mentre creava elaborati ordini personalizzati in modo originale. Il risultato fu che lo shop divenne un'attrazione turistica e un punto chiave della socialità di Hoboken e della provincia di Hudson. Dopo la popolarità di Cake Boss, Carlo's Bakery costruì un nuovo punto a Lackawanna Center, un quartiere industriale in prossimità di Jersey City. Carlo's Bakery ha affittato uno spazio usato per la creazione di torte particolarmente complesse e anche per estendere i luoghi coperti dalla spedizione a domicilio in tutto il paese. A causa dello spazio ristretto nel punto vendita di Hoboken, Carlo's Bakery non poteva spedire torte oltre una distanza percorribile con l'automobile; perciò nell'ottobre 2009 Carlo's Bakery tentò la vendita online di torte, per verificare la fattibilità della vendita di dolci cucinati attraverso Internet.

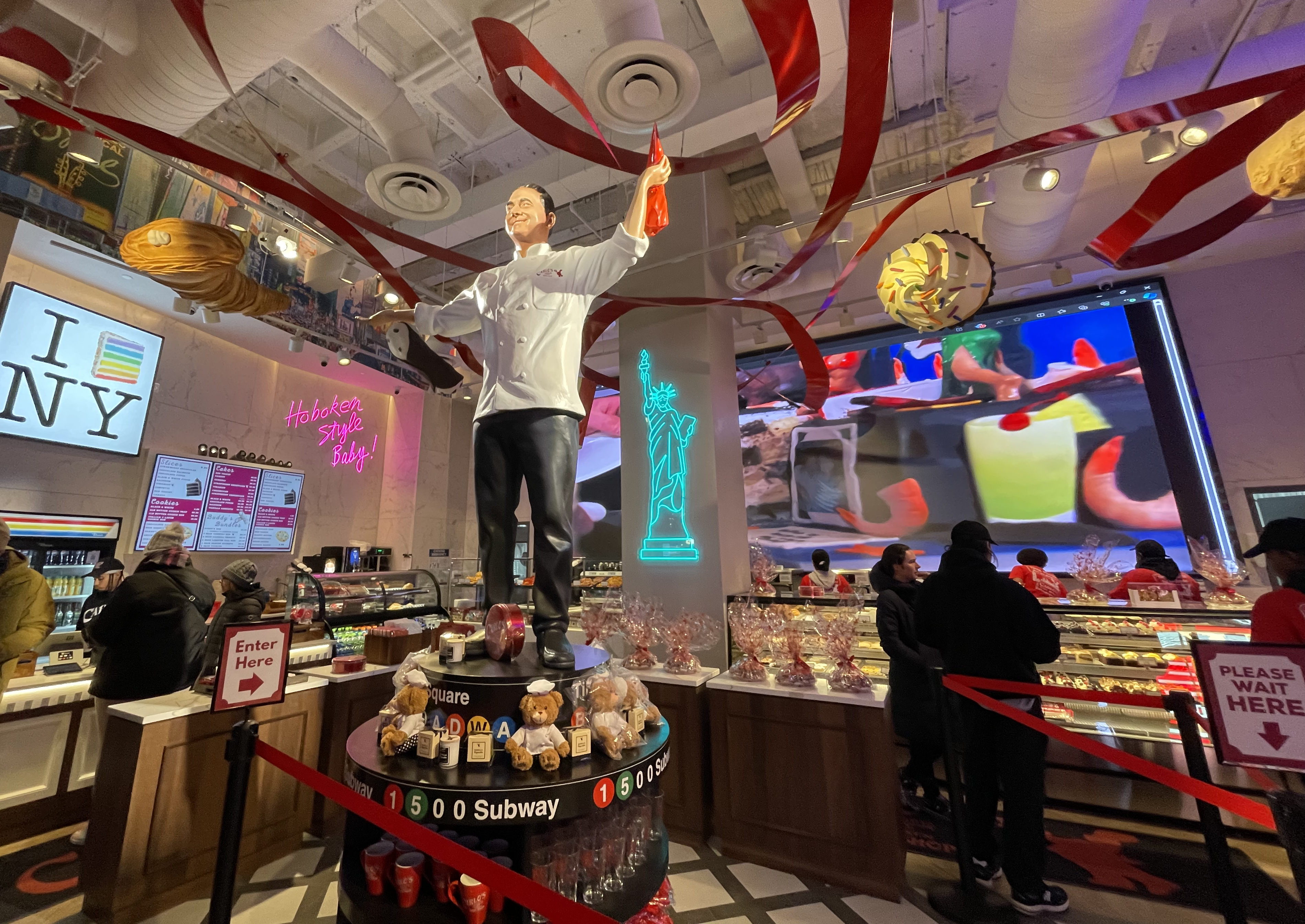
Interno del negozio di Times Square

Il 24 maggio 2011, Carlo's Bakery ha aperto la sua prima sede secondaria, Cake Boss Café al Discovery Times Square Exposition, al 226 West 44th Street a New York. Questo punto vendita offre dolci da passeggio tipici ma anche rustici e il merchandise ufficiale di Cake Boss. Il 10 febbraio 2013 a Ridgewood, New Jersey venne aperto il primo punto di vendita a 360o. La terza succursale fu aperta a Westfield, New Jersey il 1 Settembre 2013. Il punto vendita successivo fu aperto a Red Bank, New Jersey, il 23 novembre 2013.
Nel gennaio del 2012 per via della popolarità guadagnata dalla panetteria grazie al reality, Buddy Valastro Jr. rientrava nella lista di 50 persone che condizionavano di più la popolazione nella contea di Hudson secondo The Hudson Reporter. Negli anni ha aperto diverse succursali a Morrison, New Jersey (20 marzo 2014), a Las Vegas nel The Venetian Resort Hotel Casino (31 marzo 2014), a Orlando, Florida (5 dicembre 2015) e tre piccoli punti vendita a Willowbrook Mall, Marlton e Westfield. L'8 dicembre 2016 Carlo's aprì una succursale a San Paolo, in Brasile, la prima ad essere aperta al di fuori degli Stati Uniti.